# Бівертаун (Пенсільванія)
Бівертаун (англ. Beavertown) — місто (англ. borough) в США, в окрузі Снайдер штату Пенсільванія. Населення — 1004 особи (2020).

## Географія
Бівертаун розташований за координатами 40°44′59″ пн. ш. 77°10′15″ зх. д. / 40.74972° пн. ш. 77.17083° зх. д. (40.749730, -77.170954).  За даними Бюро перепису населення США в 2010 році місто мало площу 1,99 км², з яких 1,99 км² — суходіл та 0,00 км² — водойми.

## Демографія
Згідно з переписом 2010 року, у селищі мешкало 965 осіб у 387 домогосподарствах у складі 278 родин. Густота населення становила 485 осіб/км².  Було 417 помешкань (210/км²).
Расовий склад населення:
| - 98,3 % — білих - 0,2 % — чорних або афроамериканців - 0,2 % — азіатів |

До двох чи більше рас належало 0,9 %. Частка іспаномовних становила 0,6 % від усіх жителів.
За віковим діапазоном населення розподілялося таким чином: 24,8 % — особи молодші 18 років, 59,6 % — особи у віці 18—64 років, 15,6 % — особи у віці 65 років та старші. Медіана віку мешканця становила 36,9 року. На 100 осіб жіночої статі у селищі припадало 95,3 чоловіків;  на 100 жінок у віці від 18 років та старших — 92,1 чоловіків також старших 18 років.
Середній дохід на одне домашнє господарство  становив 54 982 долари США (медіана — 48 646), а середній дохід на одну сім'ю — 63 203 долари (медіана — 54 922). Медіана доходів становила 42 847 доларів для чоловіків та 29 167 доларів для жінок. За межею бідності перебувало 12,6 % осіб, у тому числі 13,5 % дітей у віці до 18 років та 14,4 % осіб у віці 65 років та старших.
Цивільне працевлаштоване населення становило 506 осіб. Основні галузі зайнятості: виробництво — 37,4 %, освіта, охорона здоров'я та соціальна допомога — 23,5 %, роздрібна торгівля — 8,7 %, мистецтво, розваги та відпочинок — 7,9 %.